# Abdelhafid Benchabla
Abdelhafid Benchabla (arabisch عبد الحفيظ بن شبلة; * 26. September 1986 in Zemmouri, Provinz Boumerdes, Algerien) ist ein algerischer Boxer im Halbschwergewicht. Er ist rund 1,86 m groß und Linksausleger.

## Karriere
Benchabla wurde bereits 2007 algerischer Meister, arabischer Militärmeister, Silbermedaillengewinner der Afrikaspiele in Algerien, sowie Bronzemedaillengewinner der arabischen Meisterschaften in Tunesien und der Militärweltspiele in Indien. Bei den Afrikaspielen war er gegen Ramadan Yasser, bei den Weltspielen gegen Sergei Kowaljow unterlegen.
2008 gewann er den Coupe des Nations in Frankreich und besiegte dabei unter anderem René Krause, zudem konnte er sich jeweils den dritten Platz beim Feliks Stamm Tournament in Polen und dem Ahmet Cömert Tournament in der Türkei erkämpfen. Seine Niederlagen erlitt er dabei gegen Artur Beterbijew und Mehdi Ghorbani. Nach dem Gewinn der afrikanischen Qualifikation in Algerien war er bei den Olympischen Spielen 2008 in China startberechtigt. Bei Olympia besiegte er Dinesh Kumar und diesmal auch Ramadan Yasser, ehe er im Viertelfinale gegen Zhang Xiaoping auf Platz 5 ausschied.
2009 wurde ein weiteres erfolgreiches Jahr. Benchabla gewann die algerische Meisterschaft, die arabischen Meisterschaften in Ägypten, die Afrikameisterschaften auf Mauritius und das Tammer-Turnier in Finnland. Weitere Erfolge waren der jeweils zweite Platz beim Chemiepokal in Deutschland (nach Finalniederlage gegen Robert Woge) und den Mittelmeerspielen in Italien (nach Finalniederlage gegen Boško Drašković), sowie der dritte Platz beim Ahmet Cömert Tournament; Nach Siegen gegen José Larduet und İhsan Yıldırım Tarhan war er im Halbfinale erneut gegen Artur Beterbijew ausgeschieden. Bei den Weltmeisterschaften 2009 in Italien besiegte er Vladimir Cheles, unterlag jedoch im zweiten Duell gegen Carlos Góngora.
2010 gewann er die Mohamed Trophy in Marokko und 2011 die Afrikaspiele in Mosambik. Bei den Olympischen Spielen 2012 in England war Benchabla Flaggenträger der algerischen Delegation bei der Eröffnungszeremonie und besiegte später im ersten Kampf Enrico Kölling, ehe er im zweiten Duell gegen Oleksandr Hwosdyk mit 17:19 auf Platz 7 ausschied.
2013 gewann er Gold bei den Mittelmeerspielen in der Türkei und besiegte dabei unter anderem Gianluca Rosciglione, Avni Yıldırım und Abdelkader Bouhenia. Bei den Weltmeisterschaften 2013 in Kasachstan kam er gegen Boško Drašković und Alaaldin Ghossoun ins Viertelfinale, wo er gegen Julio César La Cruz verlor.
2015 gewann er die Afrikameisterschaften in Marokko und die Afrikaspiele in der Republik Kongo, wobei er in beiden Finalkämpfen Abdelrahman Oraby besiegte. Er war damit für die Weltmeisterschaften 2015 in Katar qualifiziert, wo er im ersten Kampf an Oleksandr Chyschnjak scheiterte.
Im März 2016 gewann er die afrikanische Olympiaqualifikation in Kamerun mit Siegen unter anderem gegen Kennedy Katende und Abdelrahman Oraby. Er startete daraufhin bei den Olympischen Spielen 2016 in Brasilien und zog durch einen Sieg gegen Albert Ramírez ins Viertelfinale ein, wo er von Joshua Buatsi besiegt wurde.
Bei den Afrikaspielen 2019 in Marokko gewann er die Goldmedaille und startete daraufhin bei den Weltmeisterschaften 2019 in Jekaterinburg, wo er vor dem Erreichen der Medaillenränge gegen Ammar Abduljabbar ausschied.
Bei der afrikanischen Olympiaqualifikation 2020 in Dakar erreichte er das Finale im Schwergewicht und qualifizierte sich somit für die 2021 in Tokio ausgetragenen Olympischen Spiele. Dort besiegte er Sanjar Tursunov, ehe er im zweiten Kampf gegen Muslim Gadschimagomedow ausschied.

## World Series of Boxing (WSB)
In der WSB war Benchabla äußerst erfolgreich und gewann 17 von 20 Kämpfen zwischen 2010 und 2015. In der Saison 2010/11 war er ungeschlagen und gewann die Individualwertung zum WSB-Champion. Zu seinen in der WSB besiegten Gegnern zählen Teymur Məmmədov, Michel Borges, Joe Ward und Ludovic Groguhe.